# Мачијев кенгур пењач
Мачијев кенгур пењач (лат. Dendrolagus matschiei) је врста сисара из породице кенгура и валабија (Macropodidae).

## Распрострањење
Ареал врсте је ограничен на једну државу. Папуа Нова Гвинеја је једино познато природно станиште врсте.

## Станиште
Станишта врсте су шуме и планине. Врста је по висини распрострањена од 1.000 до 3.300 метара надморске висине. Врста је присутна на подручју острва Нова Гвинеја.

## Угроженост
Ова врста се сматра угроженом.